# Reportatge televisiu
El reportatge televisiu és un gènere periodístic que té el seu origen en el documental cinematogràfic, que permet al periodista anar fins al fons de la història, respondre a totes les qüestions –fins a l'últim per què– i retratar, amb gran precisió, els protagonistes. A més, és el gènere on el periodista posa damunt la taula tots els seus recursos. Per a alguns, aquest és el gènere dels gèneres, el més complet del periodisme informatiu. I en televisió s'ha de tindre en compte que el reportatge requereix la perfecta unió dels llenguatges escrit i cinematogràfic. És a dir, relatar una història, però perquè el públic l'entenga. Es tracta, per tant, d'aprofundir –que, segons la doctrina nord-americana, no és una altra cosa que explicar els antecedents–, humanitzar, interpretar, guiar, i no transmetre una opinió personal.